# سلاير
سلاير (بالإنجليزية: Slayer)‏ هي فرقة ثراش ميتال أمريكية تشكلت الفرقة من قبل المغن وعازف البيس توم أرايا وعازفي الإيتار كيري كينغ وجيف هانيمان في هونتينغتون بارك 1981.تميز أسلوب سلاير بالسرعة والعدوانية وهو ما جعلهم واحدة من الفرق الأربع الكبرى في الثراش ميتال بجانب ميتاليكا،ميغاديث وأنثراكس.
تتكون الفرقة حالياً من كينغ وأريا والدرامر بول بوستاف وعازف الإيتار غاري هولت.من الأعضاء السابقين للفرقة هانيمان والدرامر ديف لومباردو و جون ديت.
تغطي أغاني سلاير مواضيع جدلية مثل القتل،السفاحين،جماع الأموات،التعذيب،إبادة جماعية،الأبحاث العلمية على البشر،الشيطانية،جرائم الكراهية،الإرهاب،الدين،النازية والحرب وهو ما أدى إلى حظر لألبوماتهم ودعاوي قضائية خصوصاً من الجماعات الدينية.مع ذلك تعتبر موسيقى سلاير مؤثرة للغاية، الألبوم الثالث للفرقة راين إن بلود 1986 تم وصفه بأنه واحد من أكثر الألبومات تأثيراً في موسيقى التراش ميتال.
حصلت الفرقة على خمس جوائز غرامي واستطاعوا بيع خمس ملايين ألبوم في الولايات المتحدة وحدها في الفترة ما بين 1991 و 2013.
بعد 37 من من الأداء أعلنت سلاير في يناير 2018 عن جولتهم الأخيرة، والتي يقال أنها ستنتهي بنهاية 2019.

## روابط خارجية
- سلاير على موقع IMDb (الإنجليزية)
- سلاير على موقع ميوزك برينز (الإنجليزية)
- سلاير على موقع رولينغ ستون (الإنجليزية)
- سلاير على موقع أول ميوزيك (الإنجليزية)
- سلاير على موقع ديسكوغز (الإنجليزية)